# رون جوميز
رون جوميز (بالإنجليزية: Ron Gomez)‏ هو صحفي وروائي ومعلق رياضي وسياسي أمريكي، ولد في 18 أكتوبر 1934 بباتون روج في الولايات المتحدة. حزبياً، نشط في الحزب الديمقراطي والحزب الجمهوري. وقد انتخب عضو مجلس نواب لويزيانا.